# Romance neolatino

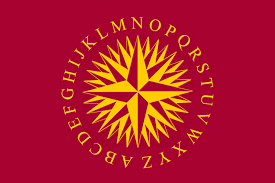
Logo del proyecto Vía Neolatina.

El Romance Neolatino o llamado simplemente neolatino, neolatín en castellano, es una lengua panrománica, es decir, una variedad lingüística codificada de base romance, representativa del conjunto de lenguas latinas. Se puede considerar como una propuesta de lengua estándar para toda la familia lingüística romance, y a su vez una lengua construida zonal, al ser el resultado de una codificación lingüística a partir de un grupo concreto, en este caso, las lenguas latinas. Cabe remarcar que esta lengua zonal se ciñe meramente al ámbito lingüístico, sin abarcar ningún aspecto social o político.

## Introducción
El neolatín surge como una lengua estándar de base estrictamente romance, a diferencia de otros proyectos lingüísticos similares como el Interlingua. El interlingua es un proyecto de lengua artificial, creado por la International Auxiliary Language Association (IALA), cuyo objetivo era en un principio evaluar las lenguas artificiales existentes y hacer las recomendaciones necesarias para la adopción de una lengua artificial como lengua común entre ellas. Después de concluir que ninguna de las lenguas existentes era completamente apta para su uso como lengua internacional, la IALA pone a disposición, después de varios años de trabajo y estudio, un diccionario con 20.000 términos y una gramática mínima de lo que será la nueva lengua interlingua.
El neolatín, en cambio, no tiene como base ninguna lengua artificial, sino que se hace siguiendo criterios recomendados por la ciencia lingüística. El objetivo principal del neolatín no es promover la adopción de una lengua internacional auxiliar para todo el mundo, sino ayudar a la comunicación de "los diversos pueblos neolatinos [hablantes de lenguas romances] a través de sus mismas lenguas: el romance" (Martín Rincón, 2016). El neolatín, a diferencia del interlingua, no usa principios innovadores, sino que se basa en la teoría de la codificación desarrollada per lingüistas como Lamuela, Castellanos y Sumien. El desarrollo esencial tiene en cuenta todo el sistema lingüístico románico.
El objetivo inicial de la lengua es, pues, facilitar y también dignificar la comunicación panlatina, por eso el proyecto de esta lengua, llamado propiamente Vía Neolatina, quiere recuperar la esencia original de las lenguas latinas o románicas y sus estándares tradicionales. El modelo de lengua que se presenta es una síntesis de la variación románica que intenta ser representativa del conjunto románico: una variedad nueva y común pero a la vez natural y plural que permite a su hablante comunicarse por el mundo latino (países y regiones con lenguas románicas). También es una lengua útil para los no hablantes de lenguas latinas como vía de acceso más fácil a estas lenguas. 
Como lengua construida con base romance, tiene varios beneficios que no tienen por ejemplo otras lenguas construidas sin base romance. Por ejemplo:
- Es una lengua comprensible para una comunidad de más de 800 millones de hablantes de lenguas latinas.
- Es una lengua muy flexible y adaptable a los usos, necesidades e intereses concretos de los diferentes hablantes romances.
- Es una puerta de acceso central para los hablantes no romanófonos.
- También es un puente entre las propias lenguas romances (tanto las actuales como las más antiguas o extintas, incluso el latín), ya que presenta más eficiencia a la hora de traducir entre lenguas romances, por la unidad que presenta en su sintaxis y gramática.

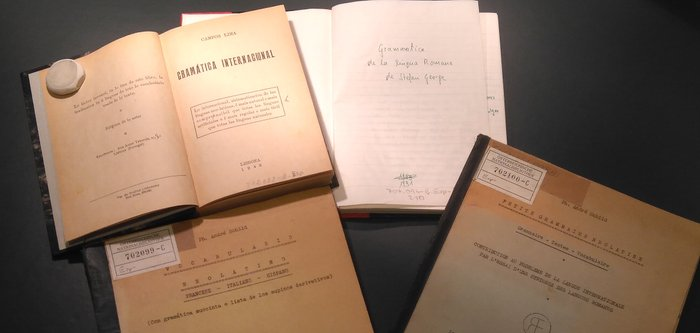
Proyectos de lenguas precedentes al romance neolatín.

Junto al romance neolatín, existen también otros proyectos paralelos en otras familias lingüísticas europeas. De ellos, el más avanzado y desarrollado es el llamado intereslavo. Los hablantes de lenguas latinas convergen en Europa en contacto con las otras dos familias lingüísticas más extendidas: el germano y el eslavo. El desarrollo del intereslavo moderno comenzó en 2006 con el nombre de Slovianski por un equipo de lingüistas de diversos países liderado por Jan van Steenbergen, y no fue hasta años después cuando adoptó el nombre actual de intereslavo, posteriormente este proyecto se fusionó con otro parecido de una lengua eslava común, el nuevo eslavo, impulsado por el lingüista checo Vojtěch Merunka, año en el que tuvo lugar el Primer Congreso Internacional de la lengua intereslava en la localidad checa de Nové Město.
Existen varios precedentes de esta lengua neolatina, algunos de ellos codificados en lenguas auxiliares. Ya en 1947 André Schild creó una lengua llamada neolatino, posteriormente, en 1948, un lingüista portugués, João Campos Lima, propuso una lengua, el internacional, como vía de comunicación internacional como alternativa al esperanto. Ya más adelante, en 2001, Richard Sorfleet y Josu Lavin crearon el interlingua romanica y años después, Raymund Zacharias y Thiago Sanctus el interromanico en 2017, también como propuestas para la comunicación panlatina. En 2010 también apareció una propuesta por parte del lingüista Clayton Cardoso, el olivarianu, pero en este caso apareció como una lengua artificial artística inserta dentro de un mundo de ficción.

## Principios de diseño
Los lingüistas de Vía Neolatina tienen la intención de diseñar y codificar un estándar panrománico de una manera científica, y para hacerlo prestan especial atención a sus principios de diseño (incluyendo los valores, los objetivos, la metodología, etc.). Los principios de diseño desarrollados por Vía Neolatina están basados en las contribuciones teóricas de la lingüística aplicada; codificaciones para lenguas romances particulares (el romanche de los Grisones, el occitano, el catalán, el gallego, etc.); otras familias lingüísticas y otras interlenguas (como el interslavo); y la experiencia de sus miembros con el neolatín.
La metodología desarrollada tiene en cuenta varios criterios para la selección de formas. Cada uno de estos criterios es una característica positiva de las lenguas estándar en general: las formas deberían ser inteligibles idealmente, usadas por la mayoría, extendidas, regulares, tradicionales, concisas, etc. Suman más de 20 criterios lingüísticos y extralingüísticos, todos tratados por igual en la versión actual de la metodología. Cuando ninguna forma es claramente positiva de más maneras que otras formas, la metodología proporciona a los codificadores con algunos recursos: la composicionalidad (inclusión de elementos de variedades diferentes), polimorfismo (inclusión de opciones entre las cuales el usuario puede escoger), la centralidad (la priorización de formas de variedades geográficamente centrales), la innovación (creación de neologismos y nuevas analogías, pero estrictamente evitando artificiosidad), etc. Todo esto se hace con la intención de desarrollar un modelo lingüístico que sea más fácilmente aceptable para los usuarios potenciales y más eficaz para la comunicación.

## Historia

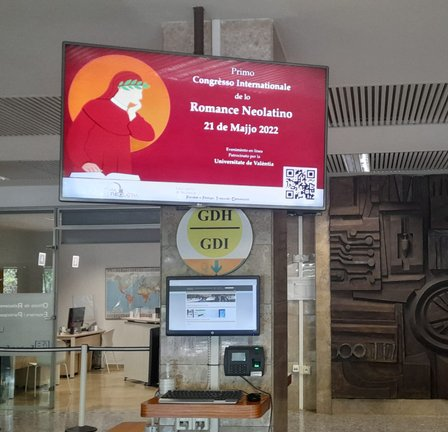
Celebración del Primer Congreso del Romance Neolatín en la Universidad de Valencia (2022).

Esta lengua estándar fue iniciada en 2006 por el estudioso de lenguas romances Jordi Cassany Bates y fue desarrollada posteriormente por una primera pequeña comunidad, un proyecto internacional e interdisciplinario llamado Vía Neolatina, que reúne lingüistas y otros profesionales de países latinos diferentes.
En 2019 se publicó una gramática básica y un diccionario: Grammatica Essentiale Neolatina y Dictionario Essentiale Neolatino, los cuales reforman algunos aspectos de un modelo preliminar publicado en 2012.
Un primer grupo de estudiantes empezó a aprender el idioma a través de un grupo de Facebook, que llegó a tener más de 700 seguidores en enero de 2021, y se fueron creando después otras páginas web dedicadas al romance neolatín, incluyendo blogs como Mondo Neolatino, por Cassany, y Lo espàzio, por Martín Rincón. Además, estas dos personas fueron las primeras en utilizar oralmente y en persona esta lengua en 2016.
El proyecto también fue presentado en la Universidad de Barcelona (2011), en la Universidad de Kiel (2017) y en la primera Conferencia en La Lengua Interslava (2017, en Staré Město, Chequia), y en la Universidad de Valencia en 2022.
Gracias a la interconexión entre los neolatinistas de diferentes países, la lengua comenzó a ganar nuevos hablantes o integrantes, sobre todo a partir del año 2020, cuando empieza a tener más presencia en Facebook e Instagram. Es también durante estos años cuando se desarrollan más textos traducidos al neolatín (como las primeras traducciones enteras de obras conocidas como El Principito) o directamente escritos en neolatín.

## Fonología
La fonología neolatina está compuesta por los fonemas más comunes que se pueden encontrar en las lenguas romances modernas, lo que minimiza la cantidad de sonidos nuevos que un hablante de cualquier otra lengua romance necesitaría aprender.
Algunos fonemas como /ɲ/ o /ʎ/ no están presentes en todas las lenguas romances modernas por lo que generalmente a los hablantes se les permite pronunciarlos de otras formas que pueden sonar similares, como /nj/ y /lj/.
|                   | Labial | Labial | Alveolar | Alveolar | Palatal/ Postalveolar | Palatal/ Postalveolar | Velar | Velar |
| ----------------- | ------ | ------ | -------- | -------- | --------------------- | --------------------- | ----- | ----- |
| Nasal             |        | m      |          | n        |                       | ɲ                     |       |       |
| Oclusiva          | p      | b      | t        | d        |                       |                       | k     | ɡ     |
| Africada          |        |        | ts       | dz/z     | tʃ                    | dʒ/ʒ                  |       |       |
| Fricativa         | f      | v      | s        | dz/z     | ʃ                     | dʒ/ʒ                  |       |       |
| Aproximante       |        | w      |          |          |                       | j                     |       | (w)   |
| Lateral           |        |        |          | l        |                       | ʎ                     |       |       |
| Vibrante múltiple |        |        | r        |          |                       |                       |       |       |
| Vibrante simple   |        |        | ɾ        |          |                       |                       |       |       |

|             | Anterior | Posterior |
| ----------- | -------- | --------- |
| Cerrada     | i        | u         |
| Semicerrada | e        | o         |
| Semiabierta | ɛ        | ɔ         |
| Abierta     | a        |           |

## Gramática

### Alfabeto
El neolatín, así como las lenguas latinas, utiliza el alfabeto latino, compuesto por 26 letras.
| Letra | Nombre | Pronunciación                   | Letra | Nombre   | Pronunciación |
| ----- | ------ | ------------------------------- | ----- | -------- | ------------- |
| A a   | A      | /a/                             | N n   | Ènne     | /n/           |
| B b   | Be     | /b/                             | O o   | O        | /o/ u /ɔ/*    |
| C c   | Ce     | /k/ ante a, o, u /tʃ/ ante e, i | P p   | Pe       | /p/           |
| D d   | De     | /d/                             | Q q   | Cu       | /k/           |
| E e   | E      | /e/ o /ɛ/*                      | R r   | Èrre     | /ɾ/           |
| F f   | Èffe   | /f/                             | S s   | Èsse     | /s/           |
| G g   | Ge     | /ɡ/ ante a, o, u /dʒ/ ante e, i | T t   | Te       | /t/           |
| H h   | Hacca  | (muda)                          | U u   | U        | /u/           |
| I i   | I      | /i/                             | V v   | Ve       | /v/           |
| J j   | Jota   | /dʒ/ o /ʒ/*                     | W w   | Ve dople | /w/           |
| K k   | Ca     | /k/                             | X x   | Ics      | /ks/          |
| L l   | Èlle   | /l/                             | Y y   | I grèca  | /i/ o /j/     |
| M m   | Èmme   | /m/                             | Z z   | Zèta     | /dz/ o /z/*   |

| Letter(s) | Pronunciation     | Letter(s) | Pronunciation         |
| --------- | ----------------- | --------- | --------------------- |
| À à       | /a/               | NÎ nî     | /ɲ/                   |
| CH ch     | /k/ ante e, i     | Ò ò       | /ɔ/                   |
| CÎ cî     | /tʃ/ ante a, o, u | Ó ó       | /o/                   |
| È è       | /ɛ/               | QU qu     | /kw/*                 |
| É é       | /e/               | RR rr     | r                     |
| GH gh     | /ɡ/ ante e, i     | SÎ sî     | /ʃ/                   |
| GÎ gî     | /dʒ/ ante a, o, u | TI ti     | /tsj/ ante otra vocal |
| Í í       | /i/               | TI ti     | /tsj/ ante otra vocal |
| LÎ lî     | /ʎ/               | Ú ú       | /u/                   |

Notas:
- El Neolatín hace uso de la geminación, esto consiste en alargar la pronunciación de una consonante. En forma escrita se representa duplicándo la consonante.
- Las letras e y o se pronuncian /e/ y /o/ respectivamente siempre que no estén marcadas con ningún diacrítico, o con un acento agudo, pero se pronuncian /ɛ/ y /ɔ/ siempre que estén marcadas con un acento grave.
- Las letras j y z pueden pronunciarse como africadas o como fricativas. Por lo general es aceptado es pronunciarlas como fricativas (/z/, /ʒ/) cuando no están geminadas, y como africadas (/dz/, /dʒ/) cuando están geminadas.
- El grafema qu debe pronunciarse /kw/, aunque hay un par de excepciones, como las palabras monosilábicas que y qui, donde la u es muda.
- A diferencia de la mayoría de las consonantes, la letra r no se alarga al ser duplicada, en su lugar la doble r indica una pronunciación diferente. Cuando solo aparece una vez, s pronuncia /ɾ/, pero cuando se duplica, se debe pronunciar /r/.
- La letra î (i con acento circunflejo) aparece exclusivamente como parte de los dígrafos cî, gî, lî, nî, sî como forma de indicar la palatalización de las respectivas consonantes.

### Acentuación
La acentuación gráfica en neolatín tiene cuatro funciones: marcar el acento fonético de algunas palabras, marcar el hiato (la no diptongación), la apertura vocálica de algunas vocales y la diferenciación entre palabras homófonas. 
Las palabras en neolatín son generalmente llanas, con el acento fonético en la penúltima sílaba, y la mayoría acaban en vocal, por lo que no se tildan gráficamente: la casa, lo cane.
En palabras llanas se escribe el acento gráfico para indicar que una i o una u es tónica y no forma diptongo con la vocal siguiente: cantaría, substitúa.
También se usan los acentos gráficos para señalar las palabras agudas (cantaràs) y esdrújulas (cantàssemos). 
Como uno de los usos de la acentuación en neolatín es marcar el timbre de las vocales, se utiliza el acento agudo sobre las vocales cerradas é, í, ó, ú, mientras que las vocales con timbre abierto llevarían el acento grave, à, è, ò.

### Morfología nominal
Siguiendo la tendencia evolutiva general del romance, el neolatín conserva del latín la concordancia de género y número, pero reduce la declinación a los pronombres personales. Por ejemplo: la luna plena - lo teatro pleno.
En neolatín hay dos géneros gramaticales para los sustantivos: masculino (lo cane) y femenino (la pòrta), siguiendo la tendencia general de las lenguas romances. Ocurre lo mismo con la flexión de los adjetivos, que además concuerdan en género y número con los sustantivos a los que acompañan:
- lo cane bòno
- la casa bòna

El número se marca en neolatín añadiendo una ese final a las palabras acabadas en vocal:
- lo cane - los canes
- la fenèstra - las fenèstras

### Los artículos
Los artículos definidos en neolatín son lo, la para el singular y los, las para el plural, así como el artículo neutro lo para usos especiales. 
Los artículos indefinidos son uno, una para las formas singulares y unos, unas para las formas plurales. El artículo masculino uno puede abreviarse en un ante palabras que empiecen por vocal o hache: uno cane - un hòmene. Además, existen las formas de los, de las como equivalentes a las formas plurales unos, unas.
Los artículos partitivos en neolatín son: de lo, de la, de los, de las: Vòlo de lo pane.

### Morfología verbal
Como en todos los romances, los verbos en neolatín se flexionan según la persona (1ª, 2ª y 3ª), número (singular y plural), tiempo (presente, futuro, etc.), aspecto (perfectivo, imperfectivo, etc.) y modo (indicativo, subjuntivo, condicional, imperativo).
En neolatín existen cuatro conjugaciones:
- Primera conjugación: verbos acabados en -are (cantare)
- Segunda conjugación: verbos acabados en -ere (temere)
- Tercera conjugación: verbos acabados en -ere (véndere), con infinitivos esdrújulos.
- Cuarta conjugación: verbos acabados en -ire (partire)

Así como ocurre en las lenguas romances, en neolatín existen verbos regulares, que siguen los paradigmas de cada conjugación, y verbos irregulares con formas propias, como el verbo èssere (ser o estar): èo so, tu ès, elle èst, etc.

#### Verbos auxiliares
Hay dos verbos auxiliares en neolatín: havere y èssere.
En los tiempos compuestos es posible hacer la distinción tradicional entre havere y èssere, es decir, havere para los verbos transitivos e inergativos y èssere para los verbos inacusativos.
Ejemplos:
- Elle ha comentsato
- Elle èst nato
- Elle se èst lavato

Aun así, es posible utilizar el auxiliar havere en lugar de èssere: Elle ha nato.

## Comunidad
La comunidad de Vía Neolatina nació como un proyecto colectivo, internacional e interdisciplinario gracias sobre todo al uso de internet para la intercomunicación de diversos especialistas de diferentes países, con un propósito de base meramente lingüístico.
El impulsor del proyecto fue el doctor en lingüística románica Jordi Cassany Bates (originario de Valencia), que empezó a trabajar en la codificación del neolatín en 2006. No fue hasta 2017 que publicó los Principios de desegno de lo romance neolatino, en el cual se presentan los objetivos del proyecto y una elaborada metodología para codificar más científicamente (en el contexto de la lingüística aplicada) un romance neolatín, y ya en 2019 publicó la gramática y un primer diccionario esencial de la lengua. 

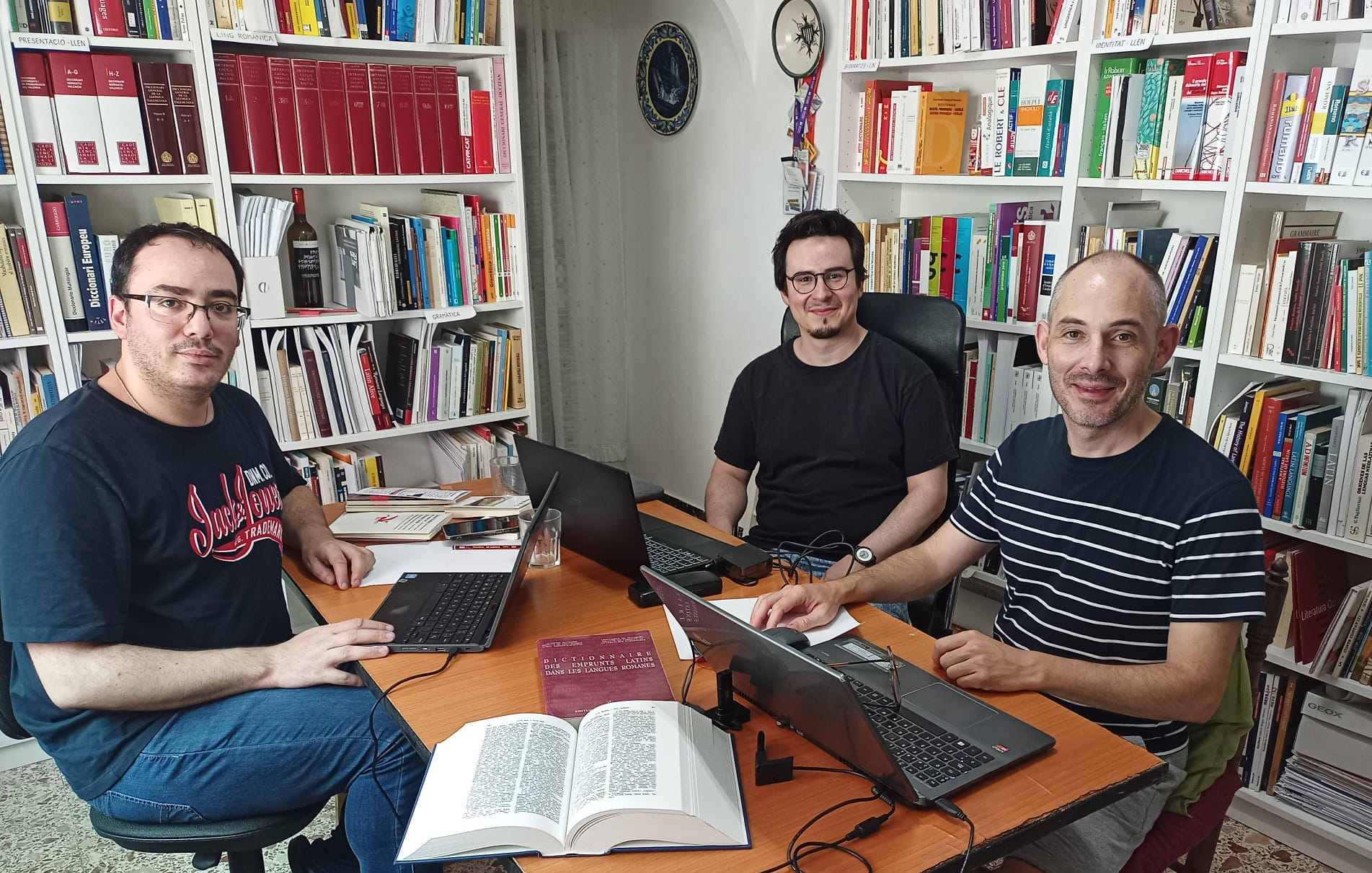
Grupo de colaboradores del proyecto Vía Neolatina trabajando en 2024.

A partir de entonces, un primer grupo de colaboradores de diferentes nacionalidades empezó a desarrollar un Diccionario de Base Panrománico más extenso que ampliaba enormemente el primer diccionario esencial.
En 2018 apareció también una primera comunidad de alumnos de neolatín en diversas redes sociales, sobre todo en Facebook y posteriormente en Instagram, Discord y Telegram, con diversos grupos de estudiantes de todo el mundo y de usuarios de la lengua que han ido creando una comunidad cada vez más heterogénea.
Desde el inicio, otros lingüistas apoyaron el proyecto de Vía Neolatina y fueron colaboradores activos en el proceso de creación y difusión del neolatín. Posteriormente y tras una primera divulgación de la lengua, se fueron añadiendo colaboraciones de más usuarios, como blogs con entradas y textos propios en neolatín, así como traductores que fueron ampliando el corpus de textos de la lengua con obras literarias como cuentos, novelas, poesía o canciones, sobre todo a partir del año 2020. 
Además de la comunidad de lingüistas, traductores o especialistas en lengua, apareció en un segundo momento de la historia de la lengua otro grupo de personas que hicieron materiales didácticos multilingües, sobre todo gracias a la ayuda de sistemas informáticos, así como herramientas informáticas que ayudaron a facilitar la enseñanza y el aprendizaje del neolatín: como una aplicación de diccionario en línea y un conjugador de verbos; así como materiales diversos como vídeos o publicaciones diversas en redes sociales y otras plataformas.

## Ejemplos

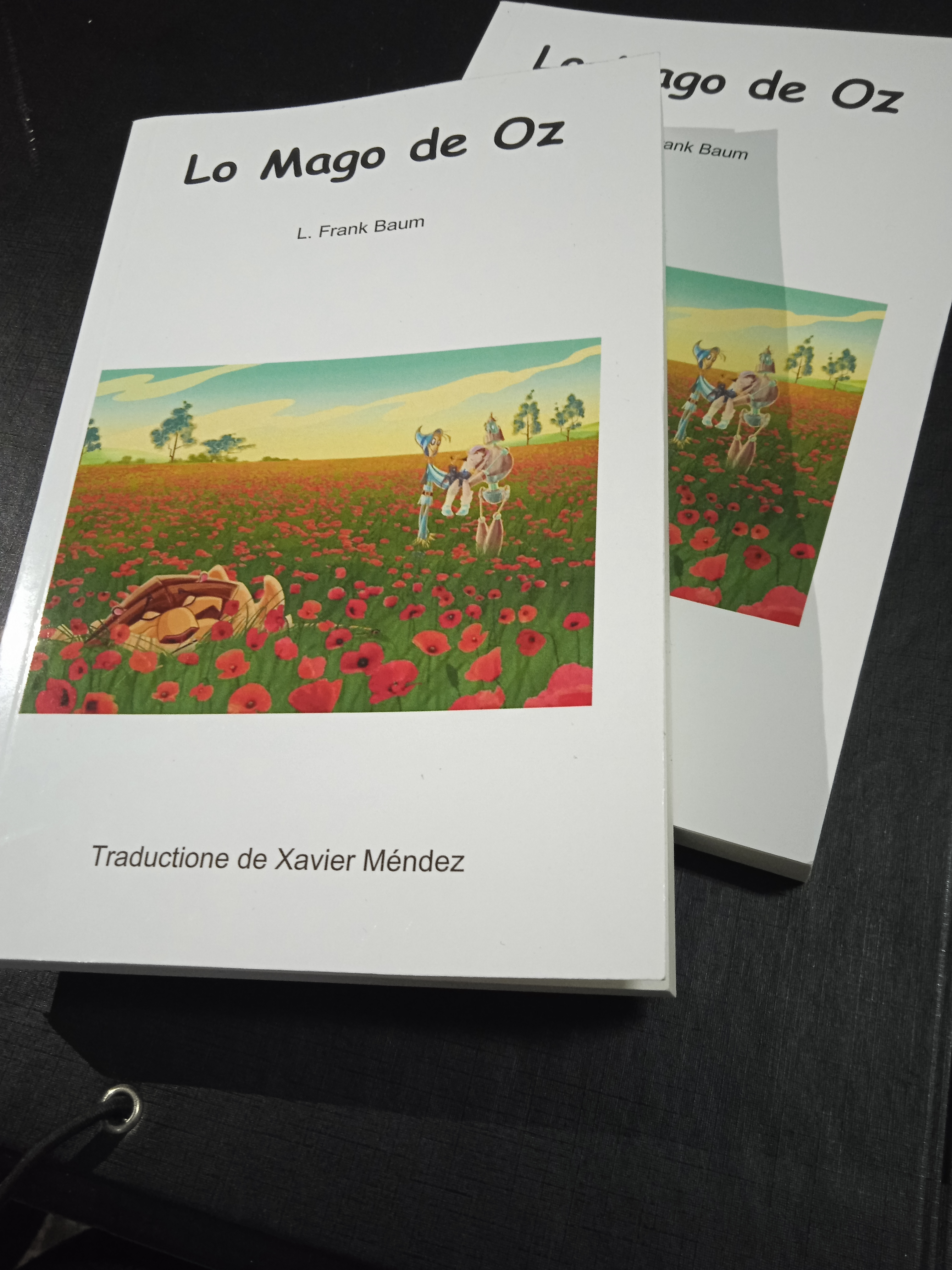
Ejemplares de la obra El Mago de Oz traducidos al neolatín.

Actualmente hay ya una gran cantidad de textos producidos en neolatín, al principio el corpus de textos en neolatín se nutrió de primeras traducciones, sobre todo de poesía, y progresivamente se fueron ampliando el número de traducciones de textos, géneros y autores muy diversos, compilando un extenso corpus con el que la comunidad neolatina ha ido ampliando y acrecentando el idioma, dándole un uso real y más natural en literatura.

### Traducción deEl principito
La obra de El principito, de Antoine de Saint-Exupéry, fue traducida íntegramente al neolatín (con el nombre Lo Pettitto Príncipe) por Dennis Bolten en 2023.
Fragmento:
Las personas majoras me han consellîato de laxare ad lato los desegnos de sèrpes boa apèrtos aut clausos, et de interessare-me plus tòsto ad la geografía, ad la història, ad lo càlculo et la grammàtica. Cosí èst que hao abbandonato, ad la etate de sèx annos, una magnífica carrèra de pictore. Havevo essuto desillusionato per lo fallimènto de lo mèo desegno número 1 et de lo mèo desegno número 2. Las personas majores jamàis non comprènden necausa per se solas, et èst molto fastidioso por los púeros de sèmpre dare-les explicationes una et altra vece.
Hao donque devuto elégere altro lavoro et hao appreso ad pilotare aviones. Hao volato un pauco per toto lo mondo et, en effecto, la geografía sí me ha servito molto. Èo sapevo distínguere, ad prima vista, China de lo Arizona. Èst molto útile, si uno està perduto durante la nòcte.
Cosí hao havuto, durante la mèa vita, una multitúdine de contactos con una multitúdine de gènte sèria. Hao vexuto molto con personas majores. Los hao visto de molto pròpe. Non ha cambiato molto la mèa opinione.

### Traducción deHarry Potter y la piedra filosofal
La obra de Harry Potter y la piedra filosofal, de J.K. Rowling, fue traducida íntegramente al neolatín (con el nombre Harry Potter et la pètra filosofale) por Xavier Méndez en 2024.
Fragmento:
Lo sennîore et la sennîora Dursley, los quales vivevan en lo número 4 de Privet Drive, èran orgullîosos de dícere que èran molto normales, afortunatamente. Èran las últimas personas quales uno esperaría tropare relationatas con qualque causa extrannîa aut misteriosa, per que non les placevan en absoluto cuellas attonterías.
Lo sennîore Dursley èra lo directore de una intrapresa clamata Grunnings, la quale fabricava de los taratros. Èra un hòmene con uno grande còrpo, quasi sene còllo, si bène con uno mustaccîo immènso. La sennîora Dursley èra esvelta, blonda et haveva uno còllo quasi lo doplo de lòngo de lo habituale, la quale causa le èra molto útile, car passava grande parte de lo tèmpo stirando-lo per supra la estacata de los gîardinos por espiare soos vicinos. Los Dursley havevan uno fillîo pettitto clamato Dudley, et por ellos non hi haveva un enfante mellîore que lui.

### Traducción de poesía
Soneto de Dante Alghieri traducido al neolatín por Bruno Zani en 2010:
Tanto gentile et tanto honèsta pare

la dòmna mèa quando altros saluta,

que òmne lengua devèn, tremando, muta

et los òclos non l’ausan de guardare.

Ella se·n va, audindo-se laudare,

benignamente, d’humiltat vestita,

et par que sèa una causa venita

da cèlo en tèrra ad miràcol mostrare.

Mòstra-se tant placènte ad qui la mira

que dà per los òclos al còr dolcîore

que entender-lo non pòt qui non lo pròva;

Et par que de soa faccîa se mòva

uno spírito suave et plen d'amore

que va dicèndo ad l’ànima: «Sospira!»

## Artículos relacionados
- Lengua panrománica
- Intereslavo